# Pisenus rufitarsis
Pisenus rufitarsis es una especie de coleóptero de la familia Tetratomidae.

## Distribución geográfica
Habita en Japón y Corea.